# Ciega a citas
Ciega a citas es una telenovela romántica argentina basada originalmente en un blog escrito por Carolina Aguirre. La serie fue producida por Rosstoc junto con Dori Media Group para la cadena TV Pública. Con guiones adaptados de Marta Betoldi (autora de Socias) y Malena Pichot (quien armaba los bloques de los testimonios) y bajo la dirección integral de Juan Taratuto (director de No sos vos, soy yo, ¿Quién dice que es fácil? y Un novio para mi mujer).

## Trama
Ciega a citas es la historia de Lucía (Muriel Santa Ana), que pasó los 30 años, está soltera, tiene un trabajo de periodista que no le gusta, sobrepeso y una hermana menor, Irina (María Abadi), que no sólo es perfecta sino que está a punto de casarse. Cuando anuncia la noticia, su madre, Manucha (Georgina Barbarossa) hace una apuesta con Irina: Si Lucía no llega sola, gorda y vestida de negro al casamiento, ella paga toda la fiesta. La protagonista se entera, y ahí comienzan sus desventuras de 258 días para conseguir "un novio normal".

## Elenco
Familia
- Muriel Santa Ana - Lucía González Ciaffo
- Georgina Barbarossa - Roxana Elba "Marucha" Ciaffo, madre de Lucía e Irina
- Boy Olmi - Federico Zabaleta, segundo esposo de  "Marucha" y padre de Irina
- María Abadi - Irina Zabaleta Ciaffo, hermana de Lucía
- Nicolás Mateo - Julián Sánchez Agüero, novio de Irina
- Osvaldo Santoro - Ángel González, padre de Lucía
- Silvia Montanari - Silvia , amiga de "Marucha"
- Lidia Catalano - Fidelina Isabel Sosa, empleada de "Marucha"

Oficina
- Hernán Jiménez - Ernesto Paniagua o Piñata, encargado de la sección Piñata opina.
- Fabián Arenillas - Silvani, gerente antes de que asuma Lucía, es su enemigo.
- Sebastián Wainraich - Eduardo, contador, solo aparece en los primeros episodios.
- Rafael Ferro - Marcelo Ugly, fotógrafo.
- Silvina Luna - Gisella Pandolfi, recepcionista.
- Luz Palazón - Graciela Matera, fue la gerenta en los primeros episodios.
- Lionel Campoy - Fernando Sparsky o Colo, encargado de mantenimiento.
- Carla Scatarelli - Daria, novia del Colo.
- Ana Pauls - Popa, encargada de la cafetería luego de la partida de Cata, tiene comentarios extravagantes.

Candidatos
- Sebastián Wainraich - Eduardo, contador del diario.
- Alejo Ortiz - Rodrigo, antiguo novio de Lucía, tiene un kiosco familiar.
- Rafael Ferro - Marcelo Ugly, fotógrafo del diario.
- Gastón Pauls - Martín Trauma, médico traumatólogo, atiende a Lucía luego de escapar de su secuestro.
- Julián Vilar - Daniel, primo de un novio de Gisella, se conocen con Lucía en un boliche.
- Juan Minujín - Ángel
- Nicolás Pauls - Matías Russo, diseñador de páginas web, trabaja durante un tiempo en el diario.
- Ezequiel Tronconi - Valentino.
- Coraje Ábalos - Jerónimo, cartero, le roba los ahorros a Lucía.
- Guillermo Pfening - Michael, fumigador.

Participaciones especiales
- Luis Ziembrowski - Brian Mc Queen, líder del seminario de metas.
- Brenda Gandini - Ingrid, novia de Ugly.
- Facundo Espinosa - Juan, sobrino de Fidelina, plomero.
- Pablo Cedrón - Pedro, secuestrador.
- Alejandra Flechner - Paloma, llevaba una vida paralela con Zabaleta.
- Mariana Esnoz - Valeria
- Gonzalo Urtizberea - Psicólogo de Manucha
- Paola Kuliok - Bárbara
- Mónica Scaparone - Pame, amiga de Ugly, desapareció abruptamente de la tira.
- Carola Reyna - Leticia Santa Cruz, novia de Ugly, abogada, golpea a Lucía.
- Ezequiel Castaño - Santiago Ugly, hermano de Marcelo Ugly, amigo de Irina, vino de Canadá.
- Ezequiel Campa - Policía
- Cristina Tejedor - Crisanta, amiga de "Marucha".
- Cinthia Fernández -
- Santiago Ríos - Norman Sagrado, amigo de Silvani
- Ernestina Pais - Carla Beauty, amiga de Matías, enemiga de Lucía, es deportista y flaca.
- Claudia Fontán - Dévora Escalada, ginecóloga de Lucía y pareja de Ugly.
- Agustina Lecouna - Ivana, antigua novia de Ugly.
- Marcelo Mazzarello - Falucho, cocinero fracasado, amigo de Lucía.
- Laura Azcurra - Julieta, esposa de Matías, espera un hijo suyo.
- Marta Betoldi - Claudia Rivera, supervisora del "Mensajero de la tarde", severa y corrupta.
- Florencia Raggi - Liz, profesora de francés y novia de Zabaleta, es divorciada y tiene un hijo.
- Mario Pasik - Augusto, dueño de un restaurante, novio de Manucha en los últimos episodios.
- Belén Caccia - Brenda, la mujer que brinda su testimonio
- Maria Rey - Tina, Agustina, limpiadora que llama a la radio.

## Premios
| Año  | Premio             | Categoría                            | Receptor/a                                                                               | Resultado |
| ---- | ------------------ | ------------------------------------ | ---------------------------------------------------------------------------------------- | --------- |
| 2009 | Martín Fierro      | Mejor telecomedia                    | Ciega a citas                                                                            | Ganador   |
| 2009 | Martín Fierro      | Mejor actor protagonista de comedia  | Rafael Ferro                                                                             | Nominado  |
| 2009 | Martín Fierro      | Mejor actriz protagonista de comedia | Georgina Barbarrossa                                                                     | Nominada  |
| 2009 | Martín Fierro      | Mejor actriz protagonista de comedia | Lidia Catalano                                                                           | Nominada  |
| 2009 | Martín Fierro      | Mejor actriz protagonista de comedia | Muriel Santa Ana                                                                         | Ganadora  |
| 2009 | Martín Fierro      | Mejor actor de reparto en comedia    | Osvaldo Santoro                                                                          | Nominado  |
| 2009 | Martín Fierro      | Mejor actriz de reparto en comedia   | María Abadi                                                                              | Nominada  |
| 2009 | Martín Fierro      | Mejor autor / libretista             | Marta Betoldi - Gastón Cerana                                                            | Nominados |
| 2009 | Martín Fierro      | Mejor director                       | Juan Taratuto, Gustavo Luppi y Daniel De Felippo                                         | Nominados |
| 2009 | Argentores         | Mejor autor / libretista             | Marta Betoldi - Sebastián Pajoni- Gastón Cerana - Juan Carlos Mastrángelo - Gabriel Mesa | Ganador   |
| 2010 | Rose d'Or          | Series y Telenovelas                 | Ciega a citas                                                                            | Ganador   |
| 2010 | Emmy Internacional | Mejor telenovela                     | Ciega a citas                                                                            | Nominada  |
| 2010 | Martín Fierro      | Mejor telenovela                     | Ciega a citas                                                                            | Nominada  |
| 2010 | Martín Fierro      | Mejor Actriz de Telenovela           | Muriel Santa Ana                                                                         | Nominada  |
| 2010 | Martín Fierro      | Mejor Actriz de Reparto              | Lidia Catalano                                                                           | Nominada  |
| 2010 | Martín Fierro      | Mejor Autor/libretista               | Marta Betoldi                                                                            | Nominada  |
| 2010 | Martín Fierro      | Mejor Director                       | Juan Taratuto                                                                            | Nominado  |

## Adaptaciones
La versión chilena fue estrenada con éxito el domingo 27 de mayo del 2012 a las 23.00, a través de Canal 13 con el nombre de Soltera otra vez, convirtiéndose en la teleserie más vista de ese canal en los últimos años. El 5 de septiembre de 2012, su capítulo final, obtuvo 36,9 puntos de rating.
 La versión española fue estrenada el lunes 10 de marzo del 2014 a las 15:45 en Cuatro, con el nombre de Ciega a citas y protagonizada por Teresa Hurtado de Ory.
 La versión polaca fue estrenada el lunes 5 de octubre del 2015 a las 17:25 en TVN, con el nombre de "Singielka" y protagonizada por Paulina Chruściel.
 La versión mexicana es producida por Pedro Ortiz de Pinedo para Televisa, bajo el nombre de Cita a ciegas cuyo estreno fue el lunes 29 de julio de 2019, a las 20:30. Es protagonizada por Victoria Ruffo, Arturo Peniche y Omar Fierro, con Sofía Garza y Gonzalo Peña en los protagónicos juveniles, y las actuaciones antagónicas de Sara Corrales y Adrián Di Monte.